# Варцарка
Варцарка је врста косе кованице, односно оруђа за ручно кошење траве. Назив је добила по „Варцар Вакуфу“, некадашњем називу Мркоњић Града у Републици Српској, Босни и Херцеговини, у којем се ове косе израђују неколико вјекова уназад. Често се представља као заштитни знак овог краја, који иначе има дугу традицију ковачког заната. Постоје тврдње да је варцарка била најквалитетније оруђе ове врсте у бившој Југославији и да се извозила широм свијета.
У ранијем периоду се ковала од посебне врсте челика, званог „мазија“, који се увозио из жељезаре Франц Мајер у аустријском граду Линцу. У састав те легуре, поред гвожђа, улазе и угљеник, силицијум, манган, фосфор, сумпор итд. Тајна каљења косе је увијек била добро чувана и преносила се са кољена на кољено. У кал се додају восак, лој, уље, сало медвједа и јазавца и различити други састојци. Обично се коса израђује у зимском периоду, а кали се у априлу или мају. Начин откивања и каљења битно одређују њен квалитет, а при изради се води рачуна и о поднебљу на којем ће се коса користити. Битан тренутак јесте и прво клепање косе, које понекад траје и преко два сата, јер овај поступак утиче на вијек трајања оруђа.
Уз косу варцарку, обавезни дио прибора су брус (алатка за оштрење косе) и водир (посуда са водом у којој се брус чува). Данас се ове косе користе на бројним спортским манифестацијама.
О варцарки је писано и у књижевним дјелима. Нпр. спомиње се у приповијетци „Коса“ Иве Андрића, у књизи „Обашашћа и басања“ Ивана Ловреновића и сл. Традиција ковачког заната у Мркоњић Граду и околини и косе варцарке су тема филма „Косци“ етнографа Владимира Ђукановића. На надгробном споменику фра Ивана Фрање Јукића у Бечу стоји стих пјесника Миле Стојића, у којем се спомиње и ова коса.